# Nirbhay
Nirbhay (što znači Neustrašiv) podzvučna je krstareća raketa dugog dometa za sve vremenske prilike koju je dizajnirala i razvila Ustanova za zrakoplovni razvoj (ADE) koja je pod Organizacijom za obrambena istraživanja i razvoj u Indiji. Projektil se može lansirati s više platformi i sposoban je nositi konvencionalne i nuklearne bojeve glave. Raspoređen je u ograničenom broju na tzv. Liniji stvarne kontrole (LAC) tijekom graničnih napetosti s Kinom.

## Dizajn
Nirbhay pokreće čvrsti raketni pojačivač za polijetanje koji je razvio Advanced Systems Laboratory (ASL). Nakon postizanja potrebne brzine i visine, motor u projektilu preuzima daljnji pogon. Projektil je vođen inercijskim navigacijskim sustavom koji je razvio Research Center Imarat (RCI) i radio visinomjerom za određivanje visine. Projektil ima prstenasti laserski žiroskop (RLG) koji se temelji na sustavu za navođenje, kontrolu i navigaciju. Također ima inercijalni navigacijski sustav (INS) temeljen na mikroelektromehaničkom sustavu ( MEMS ) zajedno sa sustavom GPS / NavIC. Projektil ima duljinu od 6 metara, širinu od 0,5 metra, raspon krila od 2,7 metara i težinu od oko 1500 kg. Ima domet od oko 1500 km i sposoban je isporučiti 24 različite vrste bojevih glava, ovisno o zahtjevima misije, mase između 200 i 300 kg.
Tvrdi se da projektil ima sposobnost klizanja nad morem i može zaobići metu i izvesti nekoliko manevara te je zatim ponovno gađati. Također je u stanju odabrati metu i napasti je među više meta. S dva bočna krila, projektil je sposoban letjeti na različitim visinama u rasponu od 50 m do 4 km iznad zemlje i također može letjeti na niskim visinama (poput razine drveća) kako bi izbjegao otkrivanje neprijateljskog radara. Na kraju će dopuniti ulogu koju ima projektil BrahMos za indijske oružane snage isporučujući bojeve glave dalje od 450 km.